# Ceratomontia setosa
Ceratomontia setosa is een hooiwagen uit de familie Triaenonychidae.